# The Cornfield
The Cornfield is een olieverfschilderij van de Engelse schilder John Constable. Het werd voltooid in 1826 en werd voor het eerst tentoongesteld in de Royal Academy of Arts in datzelfde jaar. Het meet 143 bij 122 cm. Het behoort tot de collectie van de National Gallery te Londen. 
Constable verwees naar het schilderij als "De Drinkende Jongen" en er wordt verondersteld dat er een weggetje op te zien is dat van East Bergholt naar Dedham, Essex leidt.